# Martin Heubach

Martin Heubach (2012)

Martin Heubach (* 2. Februar 1954 in Krusendorf) ist ein deutscher Kirchenmusiker und Dirigent.

## Leben
Martin Heubach, Sohn von Joachim Heubach, studierte Kirchenmusik und Dirigieren an der Musikhochschule Lübeck. Nach dem Examen schloss sich ein einjähriges Auslandsstudium an der University of Toronto / Faculty of Music an.
1980 wurde er zum Propsteikantor an die Stiftskirche/Dom in Bad Gandersheim berufen. Schwerpunkt seiner künstlerischen Arbeit bildet seit 1982 die historische Aufführungspraxis im instrumentalen und vokalen Konzert. Im gleichen Jahr gründete er die jährlich im September wiederkehrenden Internationalen Gandersheimer Dommusiktage.
Er gründete 1980 die überregionale Veranstaltungsreihe Gandersheimer Dommusiken, die seit 2001 durch Concerto Gandersheim e. V. getragen wird und dessen Intendant und künstlerischer Leiter er mit einer dreijährigen Unterbrechung von Oktober 2019 – Juni 2022 ist. Martin Heubach war über 38 Jahre bis zum Eintritt in den Ruhestand 2019 Leiter der Gandersheimer Domkantorei (gegründet 1980). Die sich überregional zusammensetzenden Capella Vocale Gandersheim (seit 1982) steht weiterhin unter seiner Leitung. Von 1985 bis 1988 war er darüber hinaus künstlerischer und musikalischer Leiter des Göttinger Knabenchores. Seit 2011 war er auch Leiter des international besetzten Vokalensembles Résonance Vocale. Insbesondere mit der Capella Vocale und dem Ensemble Résonance Vocale erarbeitet er anspruchsvolle Vokalliteratur auf hohem Niveau, die auch auf CD-Aufnahmen veröffentlicht sind.
Gastdirigate auch mit symphonischen Programmen und Konzerteinladungen sowie Meisterklassen mit Vokalensembles führten ihn nach Dänemark, Frankreich, Irland, Schweden, Polen und Italien.

## Auszeichnungen
- 2010: Kulturpreis der Stadt Bad Gandersheim[1]

## Diskografie (Auswahl)
- Felix Mendelssohn Bartholdy: Te Deum für Doppelchor und Motetten (CG-Musikproduktion, 1994)
- Jean Philippe Rameau: Motetten – Gesamtaufnahme (CG-Musikproduktion, 1997)
- Claudio Monteverdi: Marienvesper (CG-Musikproduktion, 1998)
- Arthur Honegger: König David (CG-Musikproduktion, 2004)
- Johann Sebastian Bach: Matthäus-Passion (CG-Musikproduktion, Straßburg 2004)
- Georg Friedrich Händel: Messiah (CG-Musikproduktion, 2006)
- Joseph Haydn: Die Schöpfung / 30 Jahre Gandersheimer Domkantorei (CG-Musikproduktion, 2010)
- Messias kömmt an – Weihnachtskonzert im Gandersheimer Dom (CG-Musikproduktion, 2011)
- Wolfgang Amadeus Mozart: Requiem / Pärt: Cantus in Memory of Benjamin Britten (CG-Musikproduktion, 2011)
- Georg Friedrich Händel: Dixit Dominus und Dettinger Te Deum (CG-Musikproduktion, 2012)